# リカルド・アルバレス・プイグ
リチ（Richy）ことリカルド・アルバレス・プイグ（スペイン語: Ricardo Álvarez Puig、1984年9月11日 - ）は、スペインの元サッカー選手。ポジションはDF。

## クラブ歴

### セルタ・デ・ビーゴ
ガリシア州ビーゴに生まれ、地元のセルタ・デ・ビーゴのセカンドチームで選手となった。セグンダ・ディビシオンBに所属するセカンドチームでの活躍が主であったが、2007年8月26日の2007-08シーズン第1節ではセグンダ・ディビシオンに所属するトップチームの試合に右サイドバックとしてフル出場を記録した。

### コルドバ
2009年7月14日にコルドバCFに単年契約で移籍。移籍後初出場となった第1節ではレアル・ベティスに0-3の完敗を喫した。また、3月27日のレアル・ソシエダ戦で退場処分になった。2010-11シーズンにはプロ初得点を記録した。

### ジローナ
2011年6月21日に単年契約でセグンダ・ディビシオンに所属するジローナFCに移籍。8月26日に移籍後初出場となったが、試合は1-4で敗北、更に彼はレッドカードを受けて退場というデビュー戦となった。加えて右膝の外側靭帯を負傷したためにシーズンの大半を棒に振り、惨憺たる1シーズンとなった。
2013年3月16日に移籍後初得点を記録、2014-15シーズンはリーグ戦で41試合に出場し、キャリアハイとなった4得点を記録した。
しかし以降は怪我に苦しみ、2年間で膝の手術を6回受け、2016-17シーズンはリーグ戦の出場時間は僅か4分に止まった。そのために2017年6月14日、クラブのプリメーラ・ディビシオン初昇格を見届けて、32歳で引退した。